# Calamus ceratophorus
Calamus ceratophorus là loài thực vật có hoa thuộc họ Arecaceae. Loài này được Conrard mô tả khoa học đầu tiên năm 1938.